# Rhinocryptidae
Los rinocríptidos (Rhinocryptidae) son una familia de aves paseriformes del parvorden Furnariida, que agrupa a alrededor de 65 especies en 12 géneros que habitan en varios ambientes de la América tropical (Neotrópico), donde se distribuyen desde Costa Rica hasta Tierra del Fuego, presentando una mayor diversidad en las regiones andinas y que, con una única excepción, están ausentes de la cuenca amazónica y del Orinoco. Los rinocríptidos son conocidos por los nombres populares de churrines, tapaculos, huet-huets, macuquiños y gallitos, entre otros.

## Características
Los rinocríptidos son una de las familias de aves cantoras más primitivas. Las aves de esta familia miden desde 11 cm (las menores: algunos Scytalopus), hasta 25 cm (las mayores: los Pteroptochos tarnii y P. castaneus), con un peso que varía entre los 11 y 185 gramos. Son aves terrestres, malas voladoras, poseen alas cortas y muy redondeadas y fuertes patas y largas garras. Internamente, el esternón de estas aves es diferente del esternón de otras aves que son mejores voladoras. La cola, enhiesta (lo que da el nombre de tapaculo a algunas especies), suele ser corta. El pico es puntiagudo. Tienen las narinas recubiertas de un opérculo táctil. 
Su plumaje es color grisáceo o pardo sólidos, en diversas tonalidades, aunque algunos presentan puntos o barrados de colores más claros. En la mayoría de las especies no hay dimorfismo sexual, aunque las hembras tienden a ser ligeramente menores. Sus plumas caen con facilidad y se cree que sea un modo de engañar a los predadores.

## Hábitat
La mayoría de las especies prefiere el sotobosque de selvas húmedas montanas tropicales de altitud, muchas en bambuzales, por lo tanto más frías. Solamente una especie, el tapaculo amazónico (Liosceles thoracicus) habita en tierras bajas de las selvas amazónicas. Varios miembros de la familia se adaptaron a vivir en climas secos desérticos o pastizales secos. Otra especie, el churrín palustre (Scytalopus iraiensis) vive únicamente en pastizales altos de pantanos de Brasil. Las especies tienden a separarse altitudinalmente, de esta forma, en los Andes, un único macizo montañoso puede albergar 4 o 5 especies, todas viviendo en diferentes altitudes que no se sobreponen.

## Comportamiento

### Alimentación
La dieta de los rinocríptidos consiste principalmente de insectos y arañas. Algunas especies también comen bayas. Buscan su comida caminando y hurgueteando a través del suelo del bosque, escarbado el musgo y las hojas muertas con sus fuertes garras, buscando insectos. Unas pocas especies saltan a ramas bajas para capturar insectos que allí encuentran.

### Reproducción
Sus hábitos reproductivos no han sido muy bien estudiados. Tienden a ser aves tímidas y escurridizas que permanecen la mayoría de su tiempo en el suelo del bosque. Son difíciles de ser observados, y de hecho, algunas especies solo son identificadas por sus cantos. Parece ser que se identifican mutuamente por sus vocalizaciones y eligen sus pares por el sonido, mucho más que por el visual. Esta puede ser la razón de sus plumajes tan apagados y porque algunas especies parecen idénticas, pero vocalizan diferente.  
En las especies que han sido estudiadas, parece que forman parejas pemanentes, pero, si uno de los dos muere, el otro elige una nueva pareja inmediatamente. De los que pudieron ser observados, la mayoría de las especies construyen sus nidos en el suelo, al final de túneles, que cavan por sí mismos, o aprovechan cuevas de otros animales. Unos pocos construyen nidos en forma de taza en ramas bajas. Normalmente depositan dos o tres huevos blancos. En algunas especies, tanto el macho como la hembra incuban los huevos por aproximadamente dos semanas.

## Estado de conservación
De acuerdo con la Unión Internacional para la Conservación de la Naturaleza (IUCN), la situación de conservación en el mes de agosto de 2020, de las 65 especies abajo listadas, era la siguiente:
CR Críticamente amenazada: 1 especie (1,5% de los rinocríptidos): el super endemismo brasileño macuquiño de Stresemann (Merulaxis stresemanni).

EN Amenazadas de extinción: 8 especies (12,3% de los rinocríptidos): los endemismos brasileños churrín de Bahía (Eleoscytalopus psychopompus), churrín palustre (Scytalopus iraiensis), churrín de Boa Nova (Scytalopus gonzagai), churrín de Brasilia (Scytalopus novacapitalis) y churrín de Diamantina (Scytalopus diamantinensis);  el ecuatoriano churrín de El Oro (Scytalopus robbinsi) y los colombianos churrín paramero (Scytalopus canus) y churrín del Magdalena (Scytalopus rodriguezi).

VU Vulnerables: 2 especies (3,1% de los rinocríptidos), el churrín panameño (Scytalopus panamensis) y el colombiano churrín del Perijá (Scytalopus perijanus).

NT Casi amenazadas: 6 especies (9,2% de los rinocríptidos).

LC Preocupación menor: 43 especies (66% de los rinocríptidos).
- 5 especies no habían sido todavía evaluadas, por tratarse de descripciones o separaciones recientes.

En general, las especies amenazadas se distribuyen localizadamente en áreas muy pequeñas con poblaciones en disminución debido a la pérdida de hábitat.

## Sistemática
Los estudios de genética molecular de Ericson et al. (2010) confirman la monofilia de la familia Rhinocryptidae y sugieren la existencia de dos grandes grupos dentro de la misma, de forma muy general, el formado por las especies de mayor tamaño, y el integrado por las especies menores. Ohlson et al. (2013) proponen la división de la familia en dos subfamilias, una, Rhinocryptinae Wetmore, 1930 agrupando a las especies mayores de los géneros Psilorhamphus, Liosceles, Acropternis, Rhinocrypta, Teledromas, Pteroptochos y  Scelorchilus; y otra, Scytalopodinae J. Müller, 1846, agrupando a las menores de los géneros Eugralla, Myornis, Eleoscytalopus, Merulaxis y Scytalopus.

### Cladograma propuesto para el infraorden Tyrannides
De acuerdo a la clasificación propuesta por Ohlson et al. (2013), así se ubica la presente familia:
|  | Melanopareiidae |
|  |                 |
|  | Conopophagidae  |
|  |                 |
|  | Thamnophilidae  |
|  |                 |

| Rhinocryptidae | \| \| Rhinocryptinae:Psilorhamphus, Liosceles, Acropternis, Rhinocrypta, Teledromas, Pteroptochos, Scelorchilus \| \| \| \| \| \| Scytalopodinae:Merulaxis, Eleoscytalopus, Eugralla, Myornis, Scytalopus \| \| \| \| |
|                | \| \| Rhinocryptinae:Psilorhamphus, Liosceles, Acropternis, Rhinocrypta, Teledromas, Pteroptochos, Scelorchilus \| \| \| \| \| \| Scytalopodinae:Merulaxis, Eleoscytalopus, Eugralla, Myornis, Scytalopus \| \| \| \| |
|                | Rhinocryptinae:Psilorhamphus, Liosceles, Acropternis, Rhinocrypta, Teledromas, Pteroptochos, Scelorchilus |
|                | |
|                | Scytalopodinae:Merulaxis, Eleoscytalopus, Eugralla, Myornis, Scytalopus |
|                | |

|  | Rhinocryptinae:Psilorhamphus, Liosceles, Acropternis, Rhinocrypta, Teledromas, Pteroptochos, Scelorchilus |
|  | |
|  | Scytalopodinae:Merulaxis, Eleoscytalopus, Eugralla, Myornis, Scytalopus                                   |
|  | |

| Rhinocryptidae | \| \| Rhinocryptinae:Psilorhamphus, Liosceles, Acropternis, Rhinocrypta, Teledromas, Pteroptochos, Scelorchilus \| \| \| \| \| \| Scytalopodinae:Merulaxis, Eleoscytalopus, Eugralla, Myornis, Scytalopus \| \| \| \| |
|                | \| \| Rhinocryptinae:Psilorhamphus, Liosceles, Acropternis, Rhinocrypta, Teledromas, Pteroptochos, Scelorchilus \| \| \| \| \| \| Scytalopodinae:Merulaxis, Eleoscytalopus, Eugralla, Myornis, Scytalopus \| \| \| \| |
|                | Rhinocryptinae:Psilorhamphus, Liosceles, Acropternis, Rhinocrypta, Teledromas, Pteroptochos, Scelorchilus |
|                | |
|                | Scytalopodinae:Merulaxis, Eleoscytalopus, Eugralla, Myornis, Scytalopus |
|                | |

|  | Rhinocryptinae:Psilorhamphus, Liosceles, Acropternis, Rhinocrypta, Teledromas, Pteroptochos, Scelorchilus |
|  | |
|  | Scytalopodinae:Merulaxis, Eleoscytalopus, Eugralla, Myornis, Scytalopus                                   |
|  | |

| Rhinocryptidae | \| \| Rhinocryptinae:Psilorhamphus, Liosceles, Acropternis, Rhinocrypta, Teledromas, Pteroptochos, Scelorchilus \| \| \| \| \| \| Scytalopodinae:Merulaxis, Eleoscytalopus, Eugralla, Myornis, Scytalopus \| \| \| \| |
|                | \| \| Rhinocryptinae:Psilorhamphus, Liosceles, Acropternis, Rhinocrypta, Teledromas, Pteroptochos, Scelorchilus \| \| \| \| \| \| Scytalopodinae:Merulaxis, Eleoscytalopus, Eugralla, Myornis, Scytalopus \| \| \| \| |
|                | Rhinocryptinae:Psilorhamphus, Liosceles, Acropternis, Rhinocrypta, Teledromas, Pteroptochos, Scelorchilus |
|                | |
|                | Scytalopodinae:Merulaxis, Eleoscytalopus, Eugralla, Myornis, Scytalopus |
|                | |

|  | Rhinocryptinae:Psilorhamphus, Liosceles, Acropternis, Rhinocrypta, Teledromas, Pteroptochos, Scelorchilus |
|  | |
|  | Scytalopodinae:Merulaxis, Eleoscytalopus, Eugralla, Myornis, Scytalopus                                   |
|  | |

| Rhinocryptidae | \| \| Rhinocryptinae:Psilorhamphus, Liosceles, Acropternis, Rhinocrypta, Teledromas, Pteroptochos, Scelorchilus \| \| \| \| \| \| Scytalopodinae:Merulaxis, Eleoscytalopus, Eugralla, Myornis, Scytalopus \| \| \| \| |
|                | \| \| Rhinocryptinae:Psilorhamphus, Liosceles, Acropternis, Rhinocrypta, Teledromas, Pteroptochos, Scelorchilus \| \| \| \| \| \| Scytalopodinae:Merulaxis, Eleoscytalopus, Eugralla, Myornis, Scytalopus \| \| \| \| |
|                | Rhinocryptinae:Psilorhamphus, Liosceles, Acropternis, Rhinocrypta, Teledromas, Pteroptochos, Scelorchilus |
|                | |
|                | Scytalopodinae:Merulaxis, Eleoscytalopus, Eugralla, Myornis, Scytalopus |
|                | |

|  | Rhinocryptinae:Psilorhamphus, Liosceles, Acropternis, Rhinocrypta, Teledromas, Pteroptochos, Scelorchilus |
|  | |
|  | Scytalopodinae:Merulaxis, Eleoscytalopus, Eugralla, Myornis, Scytalopus                                   |
|  | |

|  | Melanopareiidae |
|  |                 |
|  | Conopophagidae  |
|  |                 |
|  | Thamnophilidae  |
|  |                 |

| Rhinocryptidae | \| \| Rhinocryptinae:Psilorhamphus, Liosceles, Acropternis, Rhinocrypta, Teledromas, Pteroptochos, Scelorchilus \| \| \| \| \| \| Scytalopodinae:Merulaxis, Eleoscytalopus, Eugralla, Myornis, Scytalopus \| \| \| \| |
|                | \| \| Rhinocryptinae:Psilorhamphus, Liosceles, Acropternis, Rhinocrypta, Teledromas, Pteroptochos, Scelorchilus \| \| \| \| \| \| Scytalopodinae:Merulaxis, Eleoscytalopus, Eugralla, Myornis, Scytalopus \| \| \| \| |
|                | Rhinocryptinae:Psilorhamphus, Liosceles, Acropternis, Rhinocrypta, Teledromas, Pteroptochos, Scelorchilus |
|                | |
|                | Scytalopodinae:Merulaxis, Eleoscytalopus, Eugralla, Myornis, Scytalopus |
|                | |

|  | Rhinocryptinae:Psilorhamphus, Liosceles, Acropternis, Rhinocrypta, Teledromas, Pteroptochos, Scelorchilus |
|  | |
|  | Scytalopodinae:Merulaxis, Eleoscytalopus, Eugralla, Myornis, Scytalopus                                   |
|  | |

| Rhinocryptidae | \| \| Rhinocryptinae:Psilorhamphus, Liosceles, Acropternis, Rhinocrypta, Teledromas, Pteroptochos, Scelorchilus \| \| \| \| \| \| Scytalopodinae:Merulaxis, Eleoscytalopus, Eugralla, Myornis, Scytalopus \| \| \| \| |
|                | \| \| Rhinocryptinae:Psilorhamphus, Liosceles, Acropternis, Rhinocrypta, Teledromas, Pteroptochos, Scelorchilus \| \| \| \| \| \| Scytalopodinae:Merulaxis, Eleoscytalopus, Eugralla, Myornis, Scytalopus \| \| \| \| |
|                | Rhinocryptinae:Psilorhamphus, Liosceles, Acropternis, Rhinocrypta, Teledromas, Pteroptochos, Scelorchilus |
|                | |
|                | Scytalopodinae:Merulaxis, Eleoscytalopus, Eugralla, Myornis, Scytalopus |
|                | |

|  | Rhinocryptinae:Psilorhamphus, Liosceles, Acropternis, Rhinocrypta, Teledromas, Pteroptochos, Scelorchilus |
|  | |
|  | Scytalopodinae:Merulaxis, Eleoscytalopus, Eugralla, Myornis, Scytalopus                                   |
|  | |

| Rhinocryptidae | \| \| Rhinocryptinae:Psilorhamphus, Liosceles, Acropternis, Rhinocrypta, Teledromas, Pteroptochos, Scelorchilus \| \| \| \| \| \| Scytalopodinae:Merulaxis, Eleoscytalopus, Eugralla, Myornis, Scytalopus \| \| \| \| |
|                | \| \| Rhinocryptinae:Psilorhamphus, Liosceles, Acropternis, Rhinocrypta, Teledromas, Pteroptochos, Scelorchilus \| \| \| \| \| \| Scytalopodinae:Merulaxis, Eleoscytalopus, Eugralla, Myornis, Scytalopus \| \| \| \| |
|                | Rhinocryptinae:Psilorhamphus, Liosceles, Acropternis, Rhinocrypta, Teledromas, Pteroptochos, Scelorchilus |
|                | |
|                | Scytalopodinae:Merulaxis, Eleoscytalopus, Eugralla, Myornis, Scytalopus |
|                | |

|  | Rhinocryptinae:Psilorhamphus, Liosceles, Acropternis, Rhinocrypta, Teledromas, Pteroptochos, Scelorchilus |
|  | |
|  | Scytalopodinae:Merulaxis, Eleoscytalopus, Eugralla, Myornis, Scytalopus                                   |
|  | |

| Rhinocryptidae | \| \| Rhinocryptinae:Psilorhamphus, Liosceles, Acropternis, Rhinocrypta, Teledromas, Pteroptochos, Scelorchilus \| \| \| \| \| \| Scytalopodinae:Merulaxis, Eleoscytalopus, Eugralla, Myornis, Scytalopus \| \| \| \| |
|                | \| \| Rhinocryptinae:Psilorhamphus, Liosceles, Acropternis, Rhinocrypta, Teledromas, Pteroptochos, Scelorchilus \| \| \| \| \| \| Scytalopodinae:Merulaxis, Eleoscytalopus, Eugralla, Myornis, Scytalopus \| \| \| \| |
|                | Rhinocryptinae:Psilorhamphus, Liosceles, Acropternis, Rhinocrypta, Teledromas, Pteroptochos, Scelorchilus |
|                | |
|                | Scytalopodinae:Merulaxis, Eleoscytalopus, Eugralla, Myornis, Scytalopus |
|                | |

|  | Rhinocryptinae:Psilorhamphus, Liosceles, Acropternis, Rhinocrypta, Teledromas, Pteroptochos, Scelorchilus |
|  | |
|  | Scytalopodinae:Merulaxis, Eleoscytalopus, Eugralla, Myornis, Scytalopus                                   |
|  | |

|  | Melanopareiidae |
|  |                 |
|  | Conopophagidae  |
|  |                 |
|  | Thamnophilidae  |
|  |                 |

| Rhinocryptidae | \| \| Rhinocryptinae:Psilorhamphus, Liosceles, Acropternis, Rhinocrypta, Teledromas, Pteroptochos, Scelorchilus \| \| \| \| \| \| Scytalopodinae:Merulaxis, Eleoscytalopus, Eugralla, Myornis, Scytalopus \| \| \| \| |
|                | \| \| Rhinocryptinae:Psilorhamphus, Liosceles, Acropternis, Rhinocrypta, Teledromas, Pteroptochos, Scelorchilus \| \| \| \| \| \| Scytalopodinae:Merulaxis, Eleoscytalopus, Eugralla, Myornis, Scytalopus \| \| \| \| |
|                | Rhinocryptinae:Psilorhamphus, Liosceles, Acropternis, Rhinocrypta, Teledromas, Pteroptochos, Scelorchilus |
|                | |
|                | Scytalopodinae:Merulaxis, Eleoscytalopus, Eugralla, Myornis, Scytalopus |
|                | |

|  | Rhinocryptinae:Psilorhamphus, Liosceles, Acropternis, Rhinocrypta, Teledromas, Pteroptochos, Scelorchilus |
|  | |
|  | Scytalopodinae:Merulaxis, Eleoscytalopus, Eugralla, Myornis, Scytalopus                                   |
|  | |

| Rhinocryptidae | \| \| Rhinocryptinae:Psilorhamphus, Liosceles, Acropternis, Rhinocrypta, Teledromas, Pteroptochos, Scelorchilus \| \| \| \| \| \| Scytalopodinae:Merulaxis, Eleoscytalopus, Eugralla, Myornis, Scytalopus \| \| \| \| |
|                | \| \| Rhinocryptinae:Psilorhamphus, Liosceles, Acropternis, Rhinocrypta, Teledromas, Pteroptochos, Scelorchilus \| \| \| \| \| \| Scytalopodinae:Merulaxis, Eleoscytalopus, Eugralla, Myornis, Scytalopus \| \| \| \| |
|                | Rhinocryptinae:Psilorhamphus, Liosceles, Acropternis, Rhinocrypta, Teledromas, Pteroptochos, Scelorchilus |
|                | |
|                | Scytalopodinae:Merulaxis, Eleoscytalopus, Eugralla, Myornis, Scytalopus |
|                | |

|  | Rhinocryptinae:Psilorhamphus, Liosceles, Acropternis, Rhinocrypta, Teledromas, Pteroptochos, Scelorchilus |
|  | |
|  | Scytalopodinae:Merulaxis, Eleoscytalopus, Eugralla, Myornis, Scytalopus                                   |
|  | |

| Rhinocryptidae | \| \| Rhinocryptinae:Psilorhamphus, Liosceles, Acropternis, Rhinocrypta, Teledromas, Pteroptochos, Scelorchilus \| \| \| \| \| \| Scytalopodinae:Merulaxis, Eleoscytalopus, Eugralla, Myornis, Scytalopus \| \| \| \| |
|                | \| \| Rhinocryptinae:Psilorhamphus, Liosceles, Acropternis, Rhinocrypta, Teledromas, Pteroptochos, Scelorchilus \| \| \| \| \| \| Scytalopodinae:Merulaxis, Eleoscytalopus, Eugralla, Myornis, Scytalopus \| \| \| \| |
|                | Rhinocryptinae:Psilorhamphus, Liosceles, Acropternis, Rhinocrypta, Teledromas, Pteroptochos, Scelorchilus |
|                | |
|                | Scytalopodinae:Merulaxis, Eleoscytalopus, Eugralla, Myornis, Scytalopus |
|                | |

|  | Rhinocryptinae:Psilorhamphus, Liosceles, Acropternis, Rhinocrypta, Teledromas, Pteroptochos, Scelorchilus |
|  | |
|  | Scytalopodinae:Merulaxis, Eleoscytalopus, Eugralla, Myornis, Scytalopus                                   |
|  | |

| Rhinocryptidae | \| \| Rhinocryptinae:Psilorhamphus, Liosceles, Acropternis, Rhinocrypta, Teledromas, Pteroptochos, Scelorchilus \| \| \| \| \| \| Scytalopodinae:Merulaxis, Eleoscytalopus, Eugralla, Myornis, Scytalopus \| \| \| \| |
|                | \| \| Rhinocryptinae:Psilorhamphus, Liosceles, Acropternis, Rhinocrypta, Teledromas, Pteroptochos, Scelorchilus \| \| \| \| \| \| Scytalopodinae:Merulaxis, Eleoscytalopus, Eugralla, Myornis, Scytalopus \| \| \| \| |
|                | Rhinocryptinae:Psilorhamphus, Liosceles, Acropternis, Rhinocrypta, Teledromas, Pteroptochos, Scelorchilus |
|                | |
|                | Scytalopodinae:Merulaxis, Eleoscytalopus, Eugralla, Myornis, Scytalopus |
|                | |

|  | Rhinocryptinae:Psilorhamphus, Liosceles, Acropternis, Rhinocrypta, Teledromas, Pteroptochos, Scelorchilus |
|  | |
|  | Scytalopodinae:Merulaxis, Eleoscytalopus, Eugralla, Myornis, Scytalopus                                   |
|  | |

|  | Melanopareiidae |
|  |                 |
|  | Conopophagidae  |
|  |                 |
|  | Thamnophilidae  |
|  |                 |

| Rhinocryptidae | \| \| Rhinocryptinae:Psilorhamphus, Liosceles, Acropternis, Rhinocrypta, Teledromas, Pteroptochos, Scelorchilus \| \| \| \| \| \| Scytalopodinae:Merulaxis, Eleoscytalopus, Eugralla, Myornis, Scytalopus \| \| \| \| |
|                | \| \| Rhinocryptinae:Psilorhamphus, Liosceles, Acropternis, Rhinocrypta, Teledromas, Pteroptochos, Scelorchilus \| \| \| \| \| \| Scytalopodinae:Merulaxis, Eleoscytalopus, Eugralla, Myornis, Scytalopus \| \| \| \| |
|                | Rhinocryptinae:Psilorhamphus, Liosceles, Acropternis, Rhinocrypta, Teledromas, Pteroptochos, Scelorchilus |
|                | |
|                | Scytalopodinae:Merulaxis, Eleoscytalopus, Eugralla, Myornis, Scytalopus |
|                | |

|  | Rhinocryptinae:Psilorhamphus, Liosceles, Acropternis, Rhinocrypta, Teledromas, Pteroptochos, Scelorchilus |
|  | |
|  | Scytalopodinae:Merulaxis, Eleoscytalopus, Eugralla, Myornis, Scytalopus                                   |
|  | |

| Rhinocryptidae | \| \| Rhinocryptinae:Psilorhamphus, Liosceles, Acropternis, Rhinocrypta, Teledromas, Pteroptochos, Scelorchilus \| \| \| \| \| \| Scytalopodinae:Merulaxis, Eleoscytalopus, Eugralla, Myornis, Scytalopus \| \| \| \| |
|                | \| \| Rhinocryptinae:Psilorhamphus, Liosceles, Acropternis, Rhinocrypta, Teledromas, Pteroptochos, Scelorchilus \| \| \| \| \| \| Scytalopodinae:Merulaxis, Eleoscytalopus, Eugralla, Myornis, Scytalopus \| \| \| \| |
|                | Rhinocryptinae:Psilorhamphus, Liosceles, Acropternis, Rhinocrypta, Teledromas, Pteroptochos, Scelorchilus |
|                | |
|                | Scytalopodinae:Merulaxis, Eleoscytalopus, Eugralla, Myornis, Scytalopus |
|                | |

|  | Rhinocryptinae:Psilorhamphus, Liosceles, Acropternis, Rhinocrypta, Teledromas, Pteroptochos, Scelorchilus |
|  | |
|  | Scytalopodinae:Merulaxis, Eleoscytalopus, Eugralla, Myornis, Scytalopus                                   |
|  | |

| Rhinocryptidae | \| \| Rhinocryptinae:Psilorhamphus, Liosceles, Acropternis, Rhinocrypta, Teledromas, Pteroptochos, Scelorchilus \| \| \| \| \| \| Scytalopodinae:Merulaxis, Eleoscytalopus, Eugralla, Myornis, Scytalopus \| \| \| \| |
|                | \| \| Rhinocryptinae:Psilorhamphus, Liosceles, Acropternis, Rhinocrypta, Teledromas, Pteroptochos, Scelorchilus \| \| \| \| \| \| Scytalopodinae:Merulaxis, Eleoscytalopus, Eugralla, Myornis, Scytalopus \| \| \| \| |
|                | Rhinocryptinae:Psilorhamphus, Liosceles, Acropternis, Rhinocrypta, Teledromas, Pteroptochos, Scelorchilus |
|                | |
|                | Scytalopodinae:Merulaxis, Eleoscytalopus, Eugralla, Myornis, Scytalopus |
|                | |

|  | Rhinocryptinae:Psilorhamphus, Liosceles, Acropternis, Rhinocrypta, Teledromas, Pteroptochos, Scelorchilus |
|  | |
|  | Scytalopodinae:Merulaxis, Eleoscytalopus, Eugralla, Myornis, Scytalopus                                   |
|  | |

| Rhinocryptidae | \| \| Rhinocryptinae:Psilorhamphus, Liosceles, Acropternis, Rhinocrypta, Teledromas, Pteroptochos, Scelorchilus \| \| \| \| \| \| Scytalopodinae:Merulaxis, Eleoscytalopus, Eugralla, Myornis, Scytalopus \| \| \| \| |
|                | \| \| Rhinocryptinae:Psilorhamphus, Liosceles, Acropternis, Rhinocrypta, Teledromas, Pteroptochos, Scelorchilus \| \| \| \| \| \| Scytalopodinae:Merulaxis, Eleoscytalopus, Eugralla, Myornis, Scytalopus \| \| \| \| |
|                | Rhinocryptinae:Psilorhamphus, Liosceles, Acropternis, Rhinocrypta, Teledromas, Pteroptochos, Scelorchilus |
|                | |
|                | Scytalopodinae:Merulaxis, Eleoscytalopus, Eugralla, Myornis, Scytalopus |
|                | |

|  | Rhinocryptinae:Psilorhamphus, Liosceles, Acropternis, Rhinocrypta, Teledromas, Pteroptochos, Scelorchilus |
|  | |
|  | Scytalopodinae:Merulaxis, Eleoscytalopus, Eugralla, Myornis, Scytalopus                                   |
|  | |

## Lista sistemática de géneros y especies
Según la clasificación del Congreso Ornitológico Internacional (IOC) y Clements Checklist/eBird, y siguiendo la secuencia y nuevas especies del Comité de Clasificación de Sudamérica (SACC) la familia agrupa a los siguientes géneros y especies con el respectivo nombre popular de acuerdo con la Sociedad Española de Ornitología (SEO), u otro cuando referenciado:
| Imagen | Género                                                                      | Especies |
| ------ | --------------------------------------------------------------------------- | --- |
|        | Psilorhamphus P.L. Sclater, 1855                                            | - Psilorhamphus guttatus – tapaculo overo. |
|        | Liosceles P.L. Sclater, 1865                                                | - Liosceles thoracicus – tapaculo amazónico. |
|        | Acropternis Cabanis & Heine, 1860                                           | - Acropternis orthonyx – tapaculo ocelado. |
|        | Rhinocrypta G.R. Gray, 1841                                                 | - Rhinocrypta lanceolata – gallito copetón. |
|        | Teledromas Wetmore & J.L. Peters, 1922                                      | - Teledromas fuscus – gallito arena. |
|        | Pteroptochos Kittlitz, 1830                                                 | - Pteroptochos castaneus – huet-huet gorgicastaño; - Pteroptochos tarnii – huet-huet gorginegro; - Pteroptochos megapodius – huet-huet turca. |
|        | Scelorchilus Oberholser, 1923                                               | - Scelorchilus albicollis – tapaculo gorgiblanco; - Scelorchilus rubecula – tapaculo chucao. |
|        | Merulaxis Lesson, 1831                                                      | - Merulaxis ater – macuquiño negro; - Merulaxis stresemanni – macuquiño de Stresemann. |
|        | Eleoscytalopus Maurício, Mata, Borschein, Cadena, Alvarenga & Bonatto, 2008 | - Eleoscytalopus psychopompus – churrín de Bahía; - Eleoscytalopus indigoticus – churrín pechiblanco. |
|        | Eugralla Lesson, 1842                                                       | - Eugralla paradoxa – churrín grande. |
|        | Myornis Chapman, 1915                                                       | - Myornis senilis – tapaculo cenizo. |
|        | Scytalopus Gould, 1837                                                      | - Scytalopus latrans - churrín negruzco; - Scytalopus unicolor - churrín unicolor; - Scytalopus parvirostris - churrín trinador; - Scytalopus gonzagai - churrín bahiano o de Boa Nova; - Scytalopus speluncae - churrín plomizo; - Scytalopus diamantinensis - churrín de Diamantina; - Scytalopus petrophilus - churrín roquero; - Scytalopus pachecoi - churrín de Pacheco o tapaculo del Planalto; - Scytalopus iraiensis - churrín palustre; - Scytalopus intermedius – churrín de Utcubamba; - Scytalopus macropus - churrín patudo; - Scytalopus sanctaemartae - churrín de Santa Marta; - Scytalopus micropterus - churrín colilargo; - Scytalopus femoralis - churrín ventrirrufo; - Scytalopus atratus - churrín coroniblanco; - Scytalopus bolivianus - churrín boliviano; - Scytalopus argentifrons - churrín plateado; - Scytalopus panamensis - churrín panameño; - Scytalopus chocoensis - churrín del Chocó; - Scytalopus rodriguezi - churrín del Alto Magdalena; - Scytalopus stilesi - tapaculo de Stiles; - Scytalopus robbinsi - churrín de El Oro; - Scytalopus alvarezlopezi – churrín de Tatamá; - Scytalopus vicinior - churrín de Nariño; - Scytalopus latebricola - churrín ratona; - Scytalopus perijanus - churrín del Perijá; - Scytalopus meridanus - churrín de Mérida; - Scytalopus caracae - churrín de Caracas; - Scytalopus spillmanni - churrín de Spillmann; - Scytalopus parkeri - churrín de Chusquea; - Scytalopus novacapitalis - churrín de Brasilia; - Scytalopus magellanicus - churrín magallánico; - Scytalopus griseicollis - churrín de matorral; - Scytalopus altirostris - churrín de Neblina; - Scytalopus frankeae – churrín de Jalca; - Scytalopus krabbei – churrín aliblanco; - Scytalopus affinis - churrín de Ancash; - Scytalopus acutirostris - churrín de Tschudi; - Scytalopus urubambae - churrín de Vilcabamba; - Scytalopus simonsi - churrín de la puna; - Scytalopus zimmeri - churrín de Zimmer; - Scytalopus superciliaris - churrín cejiblanco; - Scytalopus fuscus - churrín sombrío; - Scytalopus canus - churrín del Paramillo; - Scytalopus opacus - churrín paramero; - Scytalopus androstictus – churrín de Loja; - Scytalopus whitneyi – churrín de Ampay; - Scytalopus schulenbergi - churrín diademado; - Scytalopus gettyae - churrín de Junín; |